# فرخويانسك
قالب:Infobox Russian town
فيرخويانسك (الروسية: Верхоянск) هي إحدى مدن روسيا في الكيان الفدرالي الروسي ياقوتيا.
وهي أبرد مناطق روسيا حيث تصل درجة الحرارة إلى 35 تحت الصفر وقد وصلت إلى 65 تحت الصفر.
ويبلغ عدد سكانها 1300 شخص وفي يناير 2013 تعرضت المدينة لهجوم من مجموعة مكونة من 400 ذئب.
الشمس تشرق في كثير من الأوقات من العام 2:00 ظهرا وتغرب 3:30 عصرا.

## المناخ
يظهر الجدول التالي التغييرات المناخية على مدار السنة لفرخويانسك:
| البيانات المناخية لـفرخويانسك                                      | البيانات المناخية لـفرخويانسك | البيانات المناخية لـفرخويانسك | البيانات المناخية لـفرخويانسك | البيانات المناخية لـفرخويانسك | البيانات المناخية لـفرخويانسك | البيانات المناخية لـفرخويانسك | البيانات المناخية لـفرخويانسك | البيانات المناخية لـفرخويانسك | البيانات المناخية لـفرخويانسك | البيانات المناخية لـفرخويانسك | البيانات المناخية لـفرخويانسك | البيانات المناخية لـفرخويانسك | البيانات المناخية لـفرخويانسك |
| الشهر                                                              | يناير                         | فبراير                        | مارس                          | أبريل                         | مايو                          | يونيو                         | يوليو                         | أغسطس                         | سبتمبر                        | أكتوبر                        | نوفمبر                        | ديسمبر                        | المعدل السنوي                 |
| ------------------------------------------------------------------ | ----------------------------- | ----------------------------- | ----------------------------- | ----------------------------- | ----------------------------- | ----------------------------- | ----------------------------- | ----------------------------- | ----------------------------- | ----------------------------- | ----------------------------- | ----------------------------- | ----------------------------- |
| الدرجة القصوى °م (°ف)                                              | −9.5 (14.9)                   | −0.3 (31.5)                   | 5.6 (42.1)                    | 14.3 (57.7)                   | 28.1 (82.6)                   | 34.0 (93.2)                   | 37.3 (99.1)                   | 33.7 (92.7)                   | 25.1 (77.2)                   | 14.5 (58.1)                   | 1.1 (34.0)                    | −5.3 (22.5)                   | 37.3 (99.1)                   |
| متوسط درجة الحرارة الكبرى °م (°ف)                                  | −42.2 (−44.0)                 | −36.6 (−33.9)                 | −19.7 (−3.5)                  | −3 (27)                       | 9.9 (49.8)                    | 19.9 (67.8)                   | 23.4 (74.1)                   | 18.6 (65.5)                   | 8.4 (47.1)                    | −9.3 (15.3)                   | −31.1 (−24.0)                 | −40.2 (−40.4)                 | −8.5 (16.7)                   |
| المتوسط اليومي °م (°ف)                                             | −45.3 (−49.5)                 | −41.6 (−42.9)                 | −29.6 (−21.3)                 | −12.4 (9.7)                   | 3.7 (38.7)                    | 13.2 (55.8)                   | 16.4 (61.5)                   | 11.5 (52.7)                   | 2.6 (36.7)                    | −14.3 (6.3)                   | −34.7 (−30.5)                 | −43.4 (−46.1)                 | −14.5 (5.9)                   |
| متوسط درجة الحرارة الصغرى °م (°ف)                                  | −48.3 (−54.9)                 | −45.8 (−50.4)                 | −37.9 (−36.2)                 | −22.1 (−7.8)                  | −2.5 (27.5)                   | 6.7 (44.1)                    | 9.7 (49.5)                    | 5.2 (41.4)                    | −2.3 (27.9)                   | −18.9 (−2.0)                  | −38.2 (−36.8)                 | −46.4 (−51.5)                 | −20.1 (−4.2)                  |
| أدنى درجة حرارة °م (°ف)                                            | −67.8 (−90.0)                 | −67.8 (−90.0)                 | −60.3 (−76.5)                 | −57.2 (−71.0)                 | −34.2 (−29.6)                 | −7.9 (17.8)                   | −3.2 (26.2)                   | −9.9 (14.2)                   | −21.7 (−7.1)                  | −48.7 (−55.7)                 | −57.2 (−71.0)                 | −64.5 (−84.1)                 | −67.8 (−90.0)                 |
| الهطول مم (إنش)                                                    | 6 (0.2)                       | 6 (0.2)                       | 5 (0.2)                       | 5 (0.2)                       | 14 (0.6)                      | 27 (1.1)                      | 34 (1.3)                      | 34 (1.3)                      | 19 (0.7)                      | 11 (0.4)                      | 11 (0.4)                      | 8 (0.3)                       | 180 (7.1)                     |
| متوسط أيام هطول الأمطار (≥ 1.0 mm)                                 | 2.3                           | 1.7                           | 1.5                           | 2.2                           | 3.6                           | 5.2                           | 6.5                           | 5.7                           | 4.0                           | 4.8                           | 3.5                           | 3.2                           | 44.2                          |
| متوسط الأيام المثلجة                                               | 17                            | 15                            | 12                            | 8                             | 4                             | 0                             | 0                             | 0                             | 4                             | 17                            | 18                            | 16                            | 111                           |
| متوسط الرطوبة النسبية (%)                                          | 74                            | 74                            | 69                            | 63                            | 58                            | 57                            | 61                            | 69                            | 74                            | 78                            | 77                            | 75                            | 73                            |
| ساعات سطوع الشمس الشهرية                                           | 6                             | 84                            | 219                           | 280                           | 309                           | 354                           | 327                           | 219                           | 132                           | 84                            | 26                            | 1                             | 2٬041                         |
| المصدر #1: Погода и Климат[مصادر ذاتية النشر] January record       |                               |                               |                               |                               |                               |                               |                               |                               |                               |                               |                               |                               |                               |
| المصدر #2: NOAA (precipitation days and sunshine hours, 1961-1990) |                               |                               |                               |                               |                               |                               |                               |                               |                               |                               |                               |                               |                               |